# Adolf Martin Däumling
Adolf Martin Däumling (auch Alf Däumling; * 12. Februar 1917 in München; † 20. Juni 2011 in München) war ein deutscher Psychologe und Hochschullehrer.
Däumling wurde 1944 mit der Dissertation Experimentelles Ausdruckszeichnen. Ein charakterologisches Untersuchungsverfahren an der Universität München promoviert. Ab 1953 war er Konservator am Psychologischen Institut der Universität München. 1963 folgte er dem Ruf auf den Lehrstuhl für Klinische Psychologie am Psychologischen Institut der Universität Bonn. Maßgeblich beeinflusste er die Gründung des Kölner Lehrinstituts für Verhaltenstherapie und war dessen Ehrenmitglied. Sein Forschungsschwerpunkt war die Gruppendynamik.
Von 1956 bis 1961 war Däumling Präsident des Berufsverbandes deutscher Psychologinnen und Psychologen.
In Siegburg ist das Däumling-Institut für Fort- und Weiterbildung nach ihm benannt.